# P.J. Brown
Collier Brown jr., detto P.J. (Detroit, 14 ottobre 1969), è un ex cestista statunitense, professionista nella NBA.
Uscito dalla Louisiana Tech University, fu scelto dai New Jersey Nets con il numero 29 nel draft del 1992, ma iniziò la sua carriera in NBA solamente nella stagione 1993-94. È stato incluso nell'NBA All Defensive Team tre volte: nel 1996-97, nel 1998-99 e nel 2000-01 e ha vinto l'NBA Sportsmanship Award nel 2003-04.

## Biografia
Sposato con Dee, ha tre figlie, Whitney, Briana, Kalani anch'ella cestista e un figlio, Javani.
Ha ricevuto il National Citizenship Award nella stagione 2004-05.

## Carriera

### College
Al college giocò per quattro anni con la Louisiana Tech University, registrando una media di 10,1 punti e 8,4 rimbalzi per partita in un totale di 121 incontri. Lasciò il college come leader di tutti i tempi nelle stoppate, con 241, e quinto nei rimbalzi, con 1017.
È stato inserito nella Hall of Fame della Louisiana Tech University nel 1998.

### NBA
Scelto nel 1992 dai New Jersey Nets, decise tuttavia di giocare nella massima serie greca con il Panionios, dove tenne una media di 17,0 punti, 13,3 rimbalzi e 3,2 stoppate per partita.
Nelle sue prime tre stagione nella NBA, dal 1993-94 al 1995-96, giocò 240 partite per i Nets, partendo titolare in 198, e con 8,4 punti, 6,4 rimbalzi, 1,37 stoppate in 30,7 minuti di media per partita. Ha giocato anche 4 partite di play-off nel 1994 e partecipò al Rookie Challenge, sempre del '94, durante l'All Star Weekend.
Firmò con i Miami Heat nella stagione 1996-97. Aiutò la franchigia della Florida ad avanzare verso le Finals di Eastern Conference dei play-off 1997, dove gli Heat persero in 5 gare contro i Chicago Bulls, con una media di 8,1 punti, 8,6 rimbalzi, 1,33 stoppate e 30,1 minuti per partita in 15 incontri.
Il 1º agosto del 2000, Brown assieme a Jamal Mashburn, Otis Thorpe, Tim James e Rodney Buford,  passò agli Charlotte Hornets, in cambio di Eddie Jones, Anthony Mason, Dale Ellis e Ricky Davis. In questa stagione fu insignito dell'NBA Sportsmanship Award. Nel 2002-2003 la franchigia si spostò a New Orleans, dove P.J. fece registrare le sue migliori prestazioni con 10,6 punti per partita in 240 partite di regular season, dal 2002-03 al 2004-05.
Nel luglio 2006, Brown e la shooting guard J.R. Smith passarono ai Chicago Bulls, in cambio del centro Tyson Chandler. In questa giovane squadra giocò come un veterano, schierato spesso in quintetto base e giocando 20,2 minuti di media. Conclusasi questa stagione Brown non rinnovò il contratto con i Bulls e rifiutò quelli di altre squadre interessate a lui, meditando il ritiro.
Firmò il 27 febbraio 2008 per i Boston Celtics, dopo esser rimasto fermo per la prima parte della stagione 2007-08. La ragione della firma con i Celtics proviene da una conversazione tenutasi fra lo stesso Brown, Ray Allen e Paul Pierce, i quali convinsero l'ormai quasi trentanovenne centro a firmare.
P.J. gioca bene nei play-off e corona il sogno di vincere il titolo, ma decide di non rinnovare per un altro anno il contratto con i Celtics, che lo avrebbero voluto in rosa anche per la stagione successiva. Nel gennaio 2009 annuncia il ritiro.

## Statistiche

### College
| Anno      | Squadra       | PG  | PT | MP   | TC%  | 3P%  | TL%  | RP  | AP  | PRP | SP  | PP   |
| --------- | ------------- | --- | -- | ---- | ---- | ---- | ---- | --- | --- | --- | --- | ---- |
| 1988-1989 | L.T. Bulldogs | 32  | -  | 17,8 | 41,5 | 66,7 | 56,8 | 5,6 | 1,1 | 0,4 | 1,6 | 4,7  |
| 1989-1990 | L.T. Bulldogs | 27  | -  | 24,9 | 46,1 | 60,0 | 59,3 | 8,5 | 1,1 | 0,8 | 1,4 | 8,9  |
| 1990-1991 | L.T. Bulldogs | 31  | -  | 30,2 | 54,0 | 35,0 | 65,3 | 9,7 | 1,9 | 1,2 | 2,5 | 14,4 |
| 1991-1992 | L.T. Bulldogs | 31  | -  | 30,0 | 48,9 | 32,0 | 73,0 | 9,9 | 1,7 | 0,9 | 2,4 | 12,7 |
| Carriera  | Carriera      | 121 | -  | 25,7 | 48,8 | 37,7 | 65,4 | 8,4 | 1,5 | 0,8 | 2,0 | 10,1 |

### NBA

#### Regular Season
| Anno       | Squadra           | PG    | PT  | MP   | TC%  | 3P%  | TL%  | RP  | AP  | PRP | SP  | PP   |
| ---------- | ----------------- | ----- | --- | ---- | ---- | ---- | ---- | --- | --- | --- | --- | ---- |
| 1993-1994  | N.J. Nets         | 79    | 54  | 24,7 | 41,5 | 16,7 | 75,7 | 6,2 | 1,2 | 0,9 | 1,2 | 5,7  |
| 1994-1995  | N.J. Nets         | 80    | 63  | 30,8 | 44,6 | 16,7 | 67,1 | 6,1 | 1,7 | 0,9 | 1,7 | 8,1  |
| 1995-1996  | N.J. Nets         | 81    | 81  | 36,3 | 44,4 | 20,0 | 77,0 | 6,9 | 2,0 | 1,0 | 1,2 | 11,3 |
| 1996-1997  | Miami Heat        | 80    | 71  | 32,4 | 45,7 | 0,0  | 73,2 | 8,4 | 1,2 | 1,1 | 1,2 | 9,5  |
| 1997-1998  | Miami Heat        | 74    | 74  | 31,9 | 47,1 | -    | 76,6 | 8,6 | 1,4 | 0,9 | 1,3 | 9,6  |
| 1998-1999  | Miami Heat        | 50    | 50  | 32,2 | 48,0 | -    | 77,4 | 6,9 | 1,3 | 0,9 | 1,0 | 11,4 |
| 1999-2000  | Miami Heat        | 80    | 80  | 28,8 | 48,0 | 0,0  | 75,5 | 7,5 | 1,8 | 0,8 | 0,8 | 9,6  |
| 2000-2001  | Charlotte Hornets | 80    | 79  | 35,1 | 44,4 | 0,0  | 85,2 | 9,3 | 1,6 | 1,0 | 1,2 | 8,5  |
| 2001-2002  | Charlotte Hornets | 80    | 80  | 32,0 | 47,4 | -    | 85,8 | 9,8 | 1,3 | 0,7 | 1,0 | 8,4  |
| 2002-2003  | N.O. Hornets      | 78    | 78  | 33,4 | 53,1 | 0,0  | 83,6 | 9,0 | 1,9 | 0,9 | 1,0 | 10,7 |
| 2003-2004  | N.O. Hornets      | 80    | 80  | 34,4 | 47,6 | 0,0  | 85,4 | 8,6 | 1,9 | 1,0 | 0,9 | 10,5 |
| 2004-2005  | N.O. Hornets      | 82    | 78  | 34,4 | 44,6 | -    | 86,4 | 9,0 | 2,2 | 0,9 | 0,6 | 10,8 |
| 2005-2006  | N.O. Hornets      | 75    | 73  | 31,7 | 46,1 | -    | 82,7 | 7,3 | 1,2 | 0,6 | 0,7 | 9,0  |
| 2006-2007  | Chicago Bulls     | 72    | 49  | 20,2 | 40,7 | 0,0  | 78,7 | 4,8 | 0,7 | 0,3 | 0,7 | 6,1  |
| 2007-2008† | Boston Celtics    | 18    | 0   | 11,6 | 34,1 | 0,0  | 68,8 | 3,8 | 0,6 | 0,3 | 0,4 | 2,2  |
| Carriera   | Carriera          | 1.089 | 990 | 31,1 | 46,0 | 13,6 | 79,4 | 7,7 | 1,5 | 0,8 | 1,0 | 9,1  |

#### Playoffs
| Anno     | Squadra           | PG  | PT | MP   | TC%  | 3P% | TL%  | RP   | AP  | PRP | SP  | PP   |
| -------- | ----------------- | --- | -- | ---- | ---- | --- | ---- | ---- | --- | --- | --- | ---- |
| 1994     | N.J. Nets         | 4   | 1  | 14,0 | 22,2 | -   | 100  | 2,0  | 0,8 | 0,0 | 0,5 | 3,0  |
| 1997     | Miami Heat        | 15  | 15 | 30,1 | 40,8 | -   | 71,7 | 8,6  | 0,7 | 0,6 | 1,3 | 8,1  |
| 1998     | Miami Heat        | 5   | 5  | 38,0 | 51,4 | -   | 36,4 | 8,8  | 0,8 | 1,4 | 0,6 | 9,2  |
| 1999     | Miami Heat        | 5   | 5  | 28,8 | 46,7 | 0,0 | 90,0 | 6,2  | 1,0 | 0,4 | 0,4 | 10,2 |
| 2000     | Miami Heat        | 10  | 10 | 30,8 | 42,7 | -   | 83,3 | 8,2  | 1,1 | 0,8 | 0,4 | 7,5  |
| 2001     | Charlotte Hornets | 10  | 10 | 38,5 | 41,8 | -   | 82,8 | 10,0 | 1,1 | 1,2 | 1,4 | 8,0  |
| 2002     | Charlotte Hornets | 9   | 9  | 36,8 | 42,7 | -   | 75,7 | 9,6  | 1,6 | 0,7 | 1,3 | 10,2 |
| 2003     | N.O. Hornets      | 6   | 6  | 32,2 | 47,7 | -   | 76,0 | 7,7  | 1,0 | 1,2 | 0,5 | 10,2 |
| 2004     | N.O. Hornets      | 7   | 7  | 36,6 | 36,6 | -   | 90,9 | 9,7  | 2,1 | 0,4 | 1,6 | 8,9  |
| 2007     | Chicago Bulls     | 10  | 10 | 22,8 | 49,3 | -   | 73,9 | 4,7  | 1,2 | 0,8 | 0,2 | 8,3  |
| 2008†    | Boston Celtics    | 25  | 0  | 13,6 | 46,4 | 0,0 | 84,0 | 2,4  | 0,5 | 0,2 | 0,4 | 2,9  |
| Carriera | Carriera          | 106 | 78 | 27,2 | 43,4 | 0,0 | 75,1 | 6,6  | 1,0 | 0,6 | 0,8 | 7,1  |

## Palmarès
- Campionato NBA: 1

Boston Celtics: 2008
- 3 volte NBA All-Defensive Second Team (1997, 1999, 2001)